# Punahuana brunneatula
Punahuana brunneatula är en insektsart som först beskrevs av Henry Fairfield Osborn 1926.  Punahuana brunneatula ingår i släktet Punahuana och familjen dvärgstritar. Inga underarter finns listade i Catalogue of Life.